# Константин (певец)
Вижте пояснителната страница за други личности с името Константин.
Константин Иванов Славчев, по-известен само като Константин, е български попфолк певец.

## Биография
Константин Иванов Славчев е роден на 17 юли 1976 г. в гр. София. Известен с първото си име Константин, той е български попфолк изпълнител и съсобственик в известна верига заведения, Plazza Dance Sofia и Plazza Dance Ahtopol. Баща му Иван работи в системата на МВР, а майка му – Марияна е учителка. Спортът и музиката са негови увлечения от малък, завършва спортното училище „Левски-Спартак“, а с музика започва да се занимава сериозно от 1999 година. В казармата Коцето кара в ШВСМ „Левски“ или т.нар. Спортна рота през периода 1995 – 96 г. Негова първа братовчедка е известната поп-фолк изпълнителка Лияна.
Бивша приятелка на Коцето е друга българска звезда – фолк певицата Райна. През 2006 г. двамата влизат в къщата на Vip Brother (1 сезон), но там Коцето продължава сам към големия финал и става победител. На 17 септември 2010 година се жени за Надежда Стоянова. На 30 ноември 2010 г. се ражда първото му дете – Марияна. На 11 октомври 2015 г. се ражда синът му Александър.
В края на 2017 г. Константин влиза в Big Brother:Most Wanted. Там той стига до финала заедно с Джино, но по-голяма част от хората подкрепят Джино и той става победител за втори път.
На 26 февруари започва новият сезон на забавното шоу Като две капки вода, където Коцето е един от 8-те участници. Там той стига до финал, но не успява да грабне голямата награда.

## Музикална кариера

### 1999 – 2001: Началото и първите успехи:„Черна роза“и„Върни се“
През 1999 г. излиза първата дебютна песен на любимеца на попфолк фенките – „Черна роза“. Песента става тотален хит и качва Константин директно сред големите имена в попфолка. С тази песен, останала един от най-големите хитове на Коцето той печели наградата „Откритие на годината“ от списание „Нов фолк“. В същата година излиза клип и към песента му „Сбогом“.
През 2000 г. Константин пуска само една песен – „До Чикаго и назад“.
Първата песен на изпълнителя за 2001 г. носи името „Несподелена любов“. Залага на песента „Острието“. Продължава с баладата „Върни се“. След тази песен Константин издава албума „Върни се“.

### 2003 – 2006:„Като сън“, „Червило“ и „Обади ми се“
Константин започва успешно 2003 г. с песента „Като сън“. В края на годината изпълнителя представя и третия си албум – „Като сън“.
Изпълнителя представя „Ти си само 8-и клас“ и „Да те усещам“. След това залага на баладата „Тъжна луна“. През лятото Константин и Райна представят първата си дуетна песен с клип – „Тежка диагноза“. Песента става много харесвана от феновете. В края на годината певецът заснема клип към песента „По-спокойно“. След това издава и следващия си албум „Червило“.
През 2005 г. Коцето записва втория си дует с тогавашната си половинка Райна – „И това е любов“.
Константин представя видеоклип към баладата „Обади ми се“. След това залага на песента „Кой живее в гаража“. Изпълнителя представя още два дуета с Райна – „Ти си ми всичко“ и „Ние знаем как“. В края на годината Коцето издава албума „Обади ми се“.

### 2007 – 2010:„Константин 2010“
Певецът се изявява на Турне „Планета Дерби“ 2007. На 21 ноември на екран се появява баладата „По-щастлива“.
През лятото на 2008 г. певецът представя 2 песни: „Бяло сладко“ и „Едвам ме нави“ – с видеоклип. Той участва за втора година на турнето на Планета през лятото.
Първата песен, която представя за годината Константин, е баладата „Излишен“. Следващата песен, която представя певецът, е „А-у“. Певецът се изявява на турнето „Планета Дерби“ 2009. Константин и Преслава представят видеоклип към първата си дуетна песен, озаглавена „Усещане за Мерилин“. В клипа участие взима и плеймейтката Златка Райкова През есента на същата година Константин и Преслава представят видеоклип към втората си дуетна песен – „Не ми пречи“. Песента става голям хит и оглавява класациите.
Константин представя видеоклип към песента „Mr. King“. На 21 май Константин, Борис Дали и Илиян представят видеоклип към хита „Палатка“. Песента оглавява всички класации. Константин изпява „Не ми пречи“ и „Палатка“ по случай 20-годишнината на Пайнер. Певецът се изявява на турне „Планета Дерби“ 2010. През лятото излизат 2 нови песни: „Големият удар“ и „Любовни абонати“. На 25 октомври певецът представя видеоклип към баладата „Кажи ми“.

### 2011 – 2016:„Докато сърцето бие“
Първата песен, която представя Константин за 2011 г., е „Не барай“. В интернет се появява третият дует на Константин и Преслава. Той е със заглавие „Към финала“.
На 26 февруари 2012 г. излиза видеоклип към баладата „Четири стени“. Песента става голям хит и оглавява класациите. През лятото на същата година излиза видеоклип към песента на Константин, озаглавена „Докато сърцето бие“. В клипа участие вземат братовчедката на Константин – певицата Лияна, един от топ моделите на България – Бориса Тютюнджиева, както и съпругата на певеца – Надя.
На 21 януари 2013 г. излиза видеоклип към песента на Константин „Виждам те“. Видеоклипът към песента на Константин „Твърде късно е“ излиза на 10 ноември. Специално участие взема и Анелия. Песента става голям хит и оглавява всички класации. Само след няколко дни излиза дългоочакваният му дует с Цветелина Янева. Песента е със заглавие „До безумие“. На 12-годишни музикални награди на ТВ „Планета“ Константин печели награда за „Певец на 2013 г.“.
В началото на 2014 г. Лияна представя видеоклип към песента „Лудост е“. В нея специално участие взема и Константин. През лятото певецът представя видеоклип към песента, озаглавена „Студентка“. Във видеото участват Николета Лозанова и гръцкият рапър The Rook. Константин се изявява на турнето „Планета Лято“ 2014. През есента певецът представя видеоклип към песента „Предишната“. Видеото на Giorgos Giasemis към песента „Alla lathi den kano“ излиза на 28 ноември. В клипа участие взема и Константин. Видеото към дуетната песен на Константин и Алисия е факт. Песента „Не си ти“ направи своята видеопремиера на 30 декември. Песента става голям хит и оглавява класациите.
Певецът стартира 2015 г. с баладата „Болка в минути“, в която участие взе Деси Слава. На 24 март излиза видеоклип към песента на Яница, „Вземай задължително“. В песента участие взема и Константин. Певецът стартира първото си американско турне. Градовете и държавите, планирани от Константин, са: САЩ, Канада, Тампа, Кейп Код, Детройт, Чикаго, Денвър, Сиатъл Монреал, Торонто. В началото на септември певецът промотира сингълът „От утре ще е друго“. В песента участие взе Деси Слава.
На 15 януари 2016 г. излиза новата песен на Емануела „Съкровище“, в която участие взе Константин. на 19 февруари певецът представя видеоклип, към парчето „Точно ти“. В клипа участие взе и плеймейтката Николета Лозанова и конят от филма 300. На 31 май по случай концерта с който оркестър „Орфей“ официално отпразнува 35-ата си годишнина. Константин бе гост изпълнител. Този път той заложи на „Ой, Киче, Киче“. През летния сезон певецът залага на парчето „Лека нощ“. В песента с вокали се включва Ирена. На 5 август Константин и Емануела представят видеоклип, към първото си дуетно парче, озаглавено „Не ме заслужаваш“. След 8 дни излиза новата песен на Малина със заглавие „Давай, питай“, в която участие взе Константин. През месец ноември на пазара излезе седмия самостоятелен албум на певеца, озаглавен „Докато сърцето бие“.

### 2017 – настояще
На 15 февруари през 2017 г. е премиерата на седмия албум на изпълнителя „Докато сърцето бие“. Премиерата е в дискотеката му Plazza Dance Sofia, където той поканва и част от колегите си като Емануела, Анелия, Алисия, Десислава, Борис Дали и др. На 19 април Константтин представя баладата „Аз бях тук“, в която участие взима и Десислава. Песента става много харесвана и озаглавява голяма част от класациите. На 2 август излиза песента на Юнона „Безразлични“, в която участие взима и Коцето. Само няколко дена по-късно излиза и дуета на Константин с Джулия – „Ще ме научиш ли“. На 26 октомври излиза и вторият дует на изпълнителя с Емануела „Още те обичам“. Песента не достига успеха на „Не ме заслужаваш“, но отново става харесвана от феновете им. В началото на декември излиза и второто трио на „трио БИК“ (Борис Дали, Илиян и Константин) „Гол“. На 13 декември излиза песента на Кали – „В рая“. В парчето взима участие и Константин.
След участието си в Като две капки вода Коцето се завръща на музикалната сцена. На 7 септември 2018 г. е премиерата на втория му дует с изпълнителката Алисия, озаглавен „Любов ли е“. Песента става голям хит и за по-малко от седмица събира един милион гледания.
На 22 март 2019 г. Константин пуска новата си песен, озаглавена „107 дни“, вече като самопродуциращ се изпълнител. Песента е качена в YouTube канал с името „Firmata“, което е името на новия лейбъл на Коцето. На 13 юни 2019 г. излиза песента „Кома“, която е в дует с Тони Стораро. На 16 декември 2019 г. Константин пуска песента си „Един грам срам“, в която музиката е дело на Криско.
На 12 февруари 2020 г. Константин представя новата си дуетна песен с Меди, озаглавена „Майната ти, Свети Валентин“. На 14 февруари 2020 г. излиза песента на Кристиана „Мрън, мрън“, с участието на Константин. На 4 март 2020 г. излиза песента на Лияна „Момичето“, в която Константин взима участие. На 25 юни 2020 г. излиза и новата дуетна песен на Константин „Проблем“ със Софи Маринова. На 5 октомври 2020 г. излиза новата песен на Лияна „Като хлапе“, с участието на Константин.
На 12 февруари 2021 г. излиза песента на Лидия „Грешници“, с участието на Константин.
През 2025 г. Константин обявява първия си концерт в Зала Арена 8888 София по повод 50-годишнината си.

## Дискография

### Студийни албуми
- Черна роза (1999)[1]
- Върни се (2001)[1]
- Като сън (2003)[1]
- Червило (2004)[1]
- Обади ми се (2006)[1]
- Константин (2010)[1]
- Докато сърцето бие (2016)

### Компилации
- The Best (2007)

## Награди
| Година | Получател          | Награда                                 |
| ------ | ------------------ | --------------------------------------- |
| 2004   | „Тежка диагноза“   | Дует на годината                        |
| 2005   | „И това е любов“   | Дует на годината                        |
| 2005   | Константин         | Мистър „Планета“                        |
| 2006   | „Ти си ми всичко“  | Награда на радио „Веселина“             |
| 2006   | Константин         | Певец на годината                       |
| 2007   | Константин         | Певец на годината                       |
| 2008   | „Едвам ме нави“    | Хит на лятото                           |
| 2009   | „Не ми пречи“      | Дует на годината                        |
| 2009   | „А-у“              | Хит на лятото                           |
| 2010   | „Кажи ми“          | Баладичен хит на годината               |
| 2010   | „Палатка“          | Песен на годината                       |
| 2010   | Константин         | Оригинално медийно присъствие през 2010 |
| 2013   | Константин         | Певец на годината                       |
| 2016   | „Не ме заслужаваш“ | Дует на годината                        |

| Година | Получател               | Награда                                          |
| ------ | ----------------------- | ------------------------------------------------ |
| 1999   | Константин              | Откритие на годината [Награда на сп. „Нов фолк“] |
| 2003   | „Айде, вземи тамбурата“ | Първа награда на журито ["Пирин фолк"]           |
| 2015   | „Болка в минути“        | Балада на годината [Signal.bg]                   |
| 2016   | „Не ме заслужаваш“      | Дует на годината [Paradise Lifestyle Awards]     |
| 2018   | Константин              | Любима звезда на България                        |
| 2020   | „Проблем“               | Най-гледан видеоклип                             |
| 2020   | „Проблем“               | Дискотечен хит на годината                       |
| 2020   | „Проблем“               | Кавър песен на годината                          |

## Филмография

### „Майната ти любов“ (2025)
През 2025 г. Константин изпълнява една от главните роли във филма „Майната ти, любов“, режисиран от Исидор Карадимов. В продукцията той играе образа на Стефан – мъж, разкъсван между семейните си задължения и връзка с Изабела, героинята на Лияна. Ролята изисква емоционална дълбочина и нюансирано представяне на вътрешна борба. Във филма той си партнира с Лияна, Нели Рангелова, Красимир Гюлмезов, Цецо Андреев и други популярни имена от музикалната и актьорската сцена. Премиерата се очаква да е през есента на 2025г.

## Изяви
Концерти зад граница: САЩ, Испания, Италия, Турция, Македония, Великобритания
Константин е участник в Националното турне на телевизия "Планета" през 2007, 2008, 2009, 2010 и 2014 г.